# 百目鬼温泉
百目鬼温泉（どめきおんせん）は、山形県山形市百目鬼42-1にある温泉、および同温泉を使用した日帰り入浴施設である。

## 温泉概要
- 泉質：ナトリウム塩化物強塩温泉[1]
- 神経痛、筋肉痛、関節痛、五十肩、運動麻痺、打ち身、くじき、消化器病、痔、冷え性に効能があるとされている[2]。

農業用水掘削中に地下345 mから温泉が湧出したことをきっかけに地域住民で資金を出し合い2005年に「株式会社 本沢」を設立、翌2006年12月17日にオープンした。1日約500トンの湯量と安定した湯温により源泉掛け流しが可能となっており、館内の暖房設備も一切石油を使わず温泉の湯で賄っている。体の芯から温まり湯冷めしないと地元の人々に評判である。湯あたりを避けるため「3分以上は超えないように入浴してください」と注意書きが貼られていることから、「ウルトラマン温泉」という異名を持つ。
浴槽は日毎男女入れ替え制であり、露天風呂からは蔵王の山並みや山形市街地を望むことが出来る。2018年のリニューアルの際に、サウナと冷水シャワーが完備された。

## 百目鬼温泉の塩
当温泉の温泉水から塩を採取・製造し「百目鬼温泉の塩」として販売している。ミネラル分が多く、ほのかな甘みがあるのが特徴である。また、山形県内の菓子店などでも使用されている。

## 営業時間・休業日
6時から22時まで。第一月曜は定休日。

## 交通
- JR奥羽本線（山形線） 蔵王駅から車で約5分[1]
- 山交バス 「菅沢公民館前」バス停より徒歩約7分

## その他
開業当初からの常連客による自称「朝風呂の会」が5時30分より湯もみを手伝っている。